# Fritz d'Orey
Frederico J. C. Themudo »Fritz« d'Orey, brazilski dirkač Formule 1, * 25. marec 1938, São Paulo, Brazilija, † 31. avgust 2020, Cascais, Brazilija.

## Življenjepis
V svoji karieri je nastopil le na treh dirkah v sezoni 1959, ko je ob dveh odstopil dirko za Veliko nagrado Francije sicer končal, a zaradi več kot desetih krogov zaostanka za zmagovalcem ni bil uvrščen.

## Popolni rezultati Formule 1
(legenda) (odebeljene dirke pomenijo najboljši štartni položaj, poševne pa najhitrejši krog, †-uvrščen kljub odstopu)
| Leto | Moštvo              | Šasija        | Motor               | 1   | 2   | 3   | 4      | 5      | 6   | 7   | 8   | 9       | Prv | Toč |
| ---- | ------------------- | ------------- | ------------------- | --- | --- | --- | ------ | ------ | --- | --- | --- | ------- | --- | --- |
| 1959 | Scuderia Centro Sud | Maserati 250F | Maserati Straight-6 | MON | 500 | NIZ | FRA NC | VB Ret | NEM | POR | ITA |         | -   | 0   |
| 1959 | Camoradi USA        | Tec-Mec F415  | Maserati Straight-6 |     |     |     |        |        |     |     |     | ZDA Ret | -   | 0   |